# Jean Joffre
Jean Joffre (Ribesaltes, 12 de novembre del 1872 − París, 21 de febrer del 1944) va ser un actor rossellonès de cinema i teatre especialitzat en papers secundaris. A vegades emprà de nom artístic l'abreviatura Joffre.

## Filmografia
- 1911 Le poison du professeur Rouff de René Leprince (curtmetratge)
- 1912 La fièvre de l'or de Ferdinand Zecca i René Leprince (en tres parts)
- 1917 Fauvette de Gérard Bourgeois - Carolus Dupont
- 1919 Le fils de la nuit de Gérard Bourgeois (pel·lícula en 12 episodis)
  - Le petit café de Raymond Bernard
- 1920 La rafale de Jacques de Baroncelli
- 1921 Fromont jeune et Risler aîné de Henry Krauss (film en dues parts)
  - Els tres mosqueters (Les Trois Mousquetaires), de Henri Diamant-Berger (serial en 12 episodis)
- 1922 Le mauvais garçon d'Henri Diamant-Berger
- 1923 Ma tante d'Honfleur de Robert Saidreaux
  - Le nègre du rapide Nº 13 de J. Mandemant - Moulinet
- 1924 Le miracle des loups de Raymond Bernard (el 1930 se la va remuntar i se'n va fer una versió sonora)
- 1927 Éducation de prince d'Henri Diamant-Berger
- 1931 Après l'amour de Léonce Perret - Ferrand
  - Le rêve, de Jacques de Baroncelli
  - Tout s'arrange d'Henri Diamant-Berger - el coronel
- 1932 Clair de lune d'Henri Diamant-Berger
  - Le picador de Jacquelux
  - Els tres mosqueters (Les Trois Mousquetaires) d'Henri Diamant-Berger (pel·lícula en dos episodis)
- 1934 L'aventurier de Marcel L'Herbier - Framier
  - Le petit Jacques de Gaston Roudès - el doctor Arttrez
- 1935 Amants et Voleurs de Raymond Bernard - el pare Tabac
  - Gaspard de Besse d'André Hugon - Mestre Vincent
- 1936 L'assault de Pierre-Jean Ducis - Marc Labell
  - Le coupable de Raymond Bernard - Le bâtonnier
  - Samson de Maurice Tourneur
- 1937 Abus de confiance de Henri Decoin - el director
  - Etes-vous jalouse ? de Henri Chomette - Dutaillis
  - Marthe Richard, au service de la France de Raymond Bernard - Charles Richard
- 1938 Adrienne Lecouvreur de Marcel L'Herbier - el capellà
  - La cité des lumièresde Jean de Limur
  - Les nouveaux riches, d'André Berthomieu - Ancelier
  - Orage/Le venin de Marc Allégret - el pare d'en Georges
  - Terre de feu de Marcel L'Herbier
    - Terra di fuoco de Giorgio Ferroni (versió italiana de la pel·lícula anterior)

  - Thérèse Martin de Maurice de Canonge
  - La tragédie impériale/Raspoutine/La fin des Romanoff/Le diable de Sibérie de Marcel L'Herbier - l'arximandrita
- 1939 La charrette fantôme, de Julien Duvivier - el guarda de la presó
  - El final del dia (La fin du jour) de Julien Duvivier - Philémon
  - Darrere la façana (Derrière la façade) de Georges Lacombe i Yves Mirande
- 1940 Battement de cœur d'Henri Decoin - l'alcalde
  - Narcisse de Ayres d'Aguiar - l'oncle
- 1941 Le Diamant noir de Jean Delannoy - Daniel
- 1942 Le bienfaiteur d'Henri Decoin - el jardiner
  - Haut le vent / Air natal de Jacques de Baroncelli
  - Pontcarral, colonel d'Empire de Jean Delannoy - el posader
- 1943 Le Comte de Monte-Cristo 1a. part, de Robert Vernay - pare Dantés

## Teatre
(tots els teatres indicats són a París)
- 1905 L'Armature de Paul Hervieu, Théâtre du Vaudeville
- 1906 Chaîne anglaise de Camille Oudinot i Abel Hermant, T. du Vaudeville
  - Éducation de prince de Maurice Donnay, T. du Vaudeville
- 1907 Les Jacobines d'Abel Hermant, T. du Vaudeville
  - Le Ruisseau de Pierre Wolff, T. du Vaudeville
- 1908 Le Lys de Gaston Leroux, T. du Vaudeville
  - La Maison en ordre d'Arthur Wing Pinero, Théâtre Femina
- 1909 La Route d'émeraude de Jean Richepin, T. du Vaudeville
  - Suzette d'Eugène Brieux, T. du Vaudeville
- 1911 Le Tribun de Paul Bourget, T. du Vaudeville
- 1912 On naît esclave de Tristan Bernard i Jean Schlumberger, T. du Vaudeville
  - La Prise de Berg-Op-Zoom de Sacha Guitry, T. du Vaudeville
- 1913 La Belle Aventure de Gaston Arman de Caillavet, Robert de Flers i Étienne Rey, T. du Vaudeville
  - Hélène Ardouin d'Alfred Capus, T. du Vaudeville
  - Le Phalène de Henry Bataille, T. du Vaudeville
- 1917 Grand'père de Lucien Guitry, Théâtre de la Porte Saint-Martin
  - Le Sexe fort de Tristan Bernard, Théâtre du Gymnase
- 1920 Les Ailes brisées de Pierre Wolff, T. du Vaudeville
- 1921 Le Chemin de Damas de Pierre Wolff, T. du Vaudeville
- 1923 L'Enfant d'Eugène Brieux, T. du Vaudeville
- 1924 Après l'amour de Pierre Wolff i Henri Duvernois, T. du Vaudeville
- 1926 Une revue 1830-1930 espectacle musical de Maurice Donnay i Henri Duvernois, música Reynaldo Hahn, Théâtre de la Porte Saint-Martin
- 1927 Berlioz de Charles Méré, direcció d'Émile Couvelaine, T. de la Porte Saint-Martin
- 1928 Le Carnaval de l'amour de Charles Méré, direcció d'Émile Couvelaine, T. de la Porte Saint-Martin
- 1929 Le Dernier Tzar de Maurice Rostand, direcció d'Émile Couvelaine, T. de la Porte Saint-Martin
- 1930 Langrevin père et fils de Tristan Bernard, direcció de Jacques Baumer, Théâtre des Nouveautés
- 1943 Les Mouches de Jean-Paul Sartre, direcció de Charles Dullin, Théâtre de la Cité